# Juravka, Novomîrhorod
Juravka (în ucraineană Журавка) este un sat în comuna Mariivka din raionul Novomîrhorod, regiunea Kirovohrad, Ucraina.